# Bloodfeast
Bloodfeast ist eine 1997 gegründete österreichische Death-Metal-Band.

## Geschichte
Die Band wurde im Jahre 1997 in Deutschlandsberg in der österreichischen Steiermark als Schülerband gegründet. Die Musiker waren zu der Zeit 15 Jahre alt, weshalb die Band auch als Österreichs jüngste Death-Metal-Band galt. Das einzig verbliebene Gründungsmitglied ist Sänger und Gitarrist Wolf „BloodHead“ Rauch, denn die Band hatte vor allem in den Anfangsjahren stark unter Besetzungsschwierigkeiten zu leiden. Dennoch wurden bis 2003 mehrere Demos aufgenommen.
2005 wurde dann unter dem Line-up Wolf „BloodHead“ Rauch, „James Blood“, „Ghandi“ und „Gatti“ das Debütalbum Autophobia über das österreichische Label Phil Hauser Music (kurz PH-Music) herausgebracht. Der Labelgründer war mit Wolf Rauch befreundet, sodass Bloodfeast eine der ersten Bands war, die er mit seinem neu gegründeten Independent-Label unter Vertrag nahm.
Bassist „Ghandi“ und Schlagzeuger „Gatti“ wurden danach durch „Lutte“ und „Da Vite“ ersetzt. Letzterer ist jedoch noch nicht auf dem zweiten Album Mea Culpa zu hören, das im Februar 2009 veröffentlicht wurde. Das Album wurde im Wiener Vata Loco Studio von Martin Schirenc (ex-Pungent Stench) abgemischt. Zu dem Titel „Shit-zophrenic“ veröffentlichte die Band ein Musikvideo. Ungewöhnlich ist, dass Bloodfeast ihre englischen Liedtexte mit deutschsprachigen Phrasen durchsetzen, weil sich Wolf Rauch in seiner Muttersprache Deutsch besser ausdrücken kann.
Im Mai 2010 gab Schlagzeuger „Da Vite“ den Ausstieg aus der Band bekannt. Gründe dafür wurden noch nicht genannt. Für die kommenden Konzerte wird er der Band jedoch noch aushelfen, bis ein Ersatz gefunden ist.

## Diskografie
Demos und Promos
- 1998: Herr der Herren (Demo)
- 1999: Pain Machine (Demo)
- 2000: Orgasm Through Torture (Demo)
- 2003: Dead but Dreaming (Demo)
- 2004: Heptagram (Promo)

Alben
- 2005: Autophobia
- 2009: Mea Culpa

Samplerbeiträge
- 2006: Stop to Rot (Austrian Underground I)
- 2007: Amorous (Austrian Underground II)